# Hoàng Pháp Cù
Hoàng Pháp Cù (chữ Hán: 黄法𣰋, bính âm: huáng fǎ qú , 518 – 576), tên tự là Trọng Chiêu, người huyện Tân Kiến, quận Ba Sơn , là tướng lĩnh cuối đời Lương, đầu đời Trần thời Nam bắc triều trong lịch sử Trung Quốc.

## Làm tướng nhà Lương
Pháp Cù từ nhỏ mạnh mẽ, nhanh nhẹn, lại có can đảm; một ngày đi bộ được 200 dặm , có thể nhảy xa 3 trượng. Pháp Cù còn giỏi viết thư, sớ, rành làm sổ sách, hay ra vào các phủ quan của châu, quận, nên được người ở quê nhà kiêng sợ.
Trong loạn Hầu Cảnh, Pháp Cù tập hợp lực lượng ở quê nhà. Thái thú Hạ Hủ rời khỏi Giang Châu, lấy Pháp Cù làm Giám tri quận sự. Trần Bá Tiên vượt Đại Dữu Lĩnh để cứu viện Kiến Nghiệp, Lý Thiên Sĩ giữa đường ngăn trở, Bá Tiên mệnh cho Chu Văn Dục đồn trú Tây Xương, Pháp Cù sai binh giúp Văn Dục. Khi ấy Pháp Cù ra giữ huyện Tân Cam , Hầu Cảnh sai tướng là Vu Khánh đánh Dự Chương, Khánh chia binh đánh Tân Cam, bị Pháp Cù đánh bại. Bá Tiên cũng sai Văn Dục tiến quân đánh Khánh, Pháp Cù đến hội quân, nhân đó đánh hạ Sanh Đồn, bắt giết rất nhiều .
Tương Đông vương Tiêu Dịch thừa chế nhận Pháp Cù làm Siêu mãnh tướng quân, Giao Châu thứ sử tư, lĩnh huyện Tân Cam, phong Ba Sơn huyện tử, thực ấp 300 hộ . Năm Thừa Thánh thứ 3 (554) thời Lương Nguyên đế, ông được phong chức Minh uy tướng quân, Du kỵ tướng quân, tiến tước làm hầu, thực ấp 500 hộ. Trinh Dương hầu Tiêu Uyên Minh lên ngôi (555), ông được phong chức Tả kiêu kỵ tướng quân . Lương Kính đế lên ngôi, ông được cải phong Tấn Kiến huyện hầu, thực ấp như trước .
Năm Thái Bình đầu tiên (556), triều đình nhập 4 quận Giang Châu đặt ra Cao Châu, lấy Pháp Cù làm thứ sử, trấn thủ Ba Sơn. Quảng Châu thứ sử Tiêu Bột sai Âu Dương Ngỗi đến đánh, bị Pháp Cù đánh bại.

## Làm tướng nhà Trần
Năm Vĩnh Định thứ 2 (558) thời Trần Vũ đế, Vương Lâm sai Lý Hiếu Khâm, Phàn Mãnh, Dư Hiếu Khoảnh đánh Chu Địch, còn mưu tính bắt Pháp Cù; ông cứu viện Địch, bắt bọn Hiếu Khoảnh 3 tướng. Ông được tiến hiệu Tuyên nghị tướng quân, tăng thực ấp thêm 1000 hộ, cấp Cổ xuy một bộ. Triều đình lại được xét công chống lại Vương Lâm, thụ Bình nam tương quân, Khai phủ nghi đồng tam tư. Hùng Đàm Lãng ở Kim Khẩu làm phản, giết hại Chu Văn Dục, Pháp Cù cùng Địch đánh dẹp ông ta.
Năm Thiên Gia thứ 3 (562) thời Trần Văn đế, Pháp Cù theo Ngô Minh Triệt đánh dẹp Chu Địch ở Công Đường. Bình xong Địch, Pháp Cù công lao ngày càng nhiều, được trưng làm Sứ trì tiết, Tán kỵ thường thị, đô đốc Nam Từ Châu chư quân sự, Trấn bắc đại tướng quân, Nam Từ Châu thứ sử, Nghi đồng, Cổ xuy đều như cũ. Chưa nhận chức thì ông được đổi thụ đô đốc Giang, Ngô 2 châu chư quân sự, Trấn nam đại tướng quân, Giang Châu thứ sử. Năm thứ 6 (565), ông được trưng làm Trung vệ đại tướng quân.
Trần Phế Đế lên ngôi, Pháp Cù được tiến tước làm công, được cấp phù . Năm Quang Đại đầu tiên (567), được ra làm Sứ trì tiết, đô đốc Nam Từ Châu chư quân sự, Trấn bắc tướng quân, Nam Từ Châu thứ sử. Năm thứ 2 (568), ông dời làm đô đốc Dĩnh, Ba, Vũ 3 châu chư quân sự, Trấn tây tướng quân, Dĩnh Châu thứ sử, trì tiết như cũ.
Năm Thái Kiến đầu tiên (569) thời Trần Tuyên đế, Pháp Cù được tiến hiệu Chinh tây đại tướng quân. Năm thứ 2 (570), ông được trưng làm Thị trung, Trung quyền đại tướng quân. Năm thứ 4 (572), Hoàng Pháp Cù được ra làm Sứ trì tiết, Tán kỵ thường thị, đô đốc Nam Dự Châu chư quân sự, Chinh nam đại tướng quân, Nam Dự Châu thứ sử .
Năm thứ 5 (573), nhà Trần tiến đánh Bắc Tề, lấy đô đốc Ngô Minh Triệt ra Tần Quận, lấy Pháp Cù làm đô đốc ra Lịch Dương. Tướng Tề là Lịch Dương vương Cao Cảnh An đem 5 vạn bộ kỵ đến cứu, ở Tiểu Hiện đắp thành; Pháp Cù sai Tả vệ tướng quân Phàn Nghị (anh Phàn Mãnh) chia binh ở Đại Hiện  ngăn chặn, đại phá quân Tề, bắt hết người ngựa, khí giới. Pháp Cù thừa thắng bày xe bắn đá và dàn thuyền hạm vây bức Lịch Dương. Người trong thành quẫn bách xin hàng, Pháp Cù hoãn đánh, nhưng họ trở mặt cố thủ, khiến ông giận, đích thân soái sĩ tốt đánh thành, sắp đặt thêm xe bắn đá nhắm vào lầu canh của địch. Bấy giờ trời trút mưa lớn, thành lở , quân Trần xông vào, giết hết lính giữ thành. Pháp Cù tiến binh vây Hợp Phì, người trong thành vội ra hàng; ông hạ lệnh cho quân sĩ không được cướp bóc, tự mình phủ dụ họ, rồi cùng họ thề nguyền, sau đó thả họ về Hoàn Bắc. Nhờ công được gia Thị trung, cải phong Nghĩa Dương quận công, thực ấp 2000 hộ . Trong năm ấy, được thăng làm đô đốc Hợp, Hoắc 2 châu chư quân sự, Chinh tây đại tướng quân, Hợp Châu thứ sử, tăng ấp 500 hộ .
Năm thứ 7 (575), ông dời làm đô đốc Dự, Kiến, Quang, Sóc, Hợp, Bắc Từ 6 châu chư quân sự, Dự Châu thứ sử, trấn Thọ Dương, Thị trung, Tán kỵ thường thị, trì tiết, tướng quân, nghi đồng, cổ xuy, phù đều như cũ .
Tháng 10 ÂL năm thứ 8 (576), ông mất, hưởng thọ 59 tuổi, được tặng Thị trung, Trung quyền đại tướng quân , Tư không, thụy là Uy. Con ông là Hoàng Ngoạn được kế tự.